# Dambach-la-Ville
Dambach-la-Ville település Franciaországban, Bas-Rhin megyében. Lakosainak száma 2186 fő (2022. január 1.). Dambach-la-Ville Blienschwiller, Dieffenthal, Ebersheim, Epfig, Saint-Pierre-Bois és Scherwiller községekkel határos.

## Népesség
A település népességének változása:
| Lakosok száma | 2016 | 2108 | 2195 | 2201 | 2216 | 2215 | 2228 | 2207 | 2186 |
|               | 2013 | 2015 | 2016 | 2017 | 2018 | 2019 | 2020 | 2021 | 2022 |